# Epitades
Epitades (en llatí Epitadas, en grec antic Ἐπιτάδας), fill de Molobros, fou un militar espartà, comandant dels 420 lacedemonis que van quedar bloquejats a l'illa Esfactèria el setè any de la guerra del Peloponès (425 aC). Va exercir el comandament amb habilitat i prudència i va morir combatent una mica abans que l'illa es rendís, segons Tucídides.